# Arcola (Saskatchewan)
Arcola es un pueblo canadiense situado en la provincia de Saskatchewan.

## Superficie
Arcola tiene una superficie de 3,46 km².

## Demografía
En 2021, tenía 636 habitantes, una densidad poblacional de 183,8 hab./km², y 320 viviendas.